# Вжос (Мазовецьке воєводство)
Вжос (пол. Wrzos) — село в Польщі, у гміні Пшитик Радомського повіту Мазовецького воєводства.
Населення — 225 осіб (2011).
У 1975-1998 роках село належало до Радомського воєводства.

## Демографія
Демографічна структура станом на 31 березня 2011 року:
|          | Загалом | Допрацездатний вік | Працездатний вік | Постпрацездатний вік |
| -------- | ------- | ------------------ | ---------------- | -------------------- |
| Чоловіки | 111     | 23                 | 75               | 13                   |
| Жінки    | 114     | 32                 | 61               | 21                   |
| Разом    | 225     | 55                 | 136              | 34                   |